# Franciszkowo (powiat świecki)
Franciszkowo – (niem. Franzdorf) wieś w Polsce położona w województwie kujawsko-pomorskim, w powiecie świeckim, w gminie Bukowiec. Należy do sołectwa Krupocin.
W latach 1975–1998 miejscowość należała administracyjnie do województwa bydgoskiego. Według Narodowego Spisu Powszechnego (III 2011 r.) liczyła 181 mieszkańców. Jest dziewiąta co do wielkości miejscowością gminy Bukowiec. Przez wieś przebiega droga wojewódzka nr 240.